# Александар Дујин
Александар Дујин (Зрењанин, 27. јули 1959) српски је пијаниста, аранжер и композитор. Рођен је 1959. године у Зрењанину. Основну и средњу школу је завршио у Новом Саду, а студије клавира на бечком Конзерваторијуму. Често је наступао са кантаутором Ђорђем Балашевићем. Власник је џез клуба, у центру Новог Сада, у коме често одржава наступе.